# Alois Weidenhillinger
Alois Weidenhillinger (* 10. Juni 1883 in Neukirchen an der Enknach, Oberösterreich; † 5. Februar 1942 in Salzburg, Salzburg) war ein österreichischer Politiker (SdP).

## Leben
Alois Weidenhillinger genoss eine nur einfache Schulbildung. Bereits nach vier Klassen Volksschule erlernte er den Beruf des Schmieds und begab sich 1899 auf Wanderschaft, die ihn bis nach Salzburg führen sollte. Nach seinem Militärdienst, den er von 1904 bis 1907 absolvierte, wurde er im Jahr 1908 Bediensteter der k.k. Staatsbahnen. Auch wurde Weidenhillinger Mitglied der Eisenbahnergewerkschaft.
Mitte der 1910er Jahre wurde Weidenhillinger Vorsitzender der Sozialisten in Salzburg-Stadt, dem 1919 die Wahl in den Landesparteivorstand der SDAP für das gesamte Bundesland Salzburg folgen sollte. 1921 wurde er als Gemeinderatsmitglied in Salzburg vereidigt. In dieser Funktion war er bis 1934 tätig. Von Februar 1929 bis Mai 1932 gehörte Weidenhillinger als Abgeordneter dem Salzburger Landtag an. Zuletzt vertrat er vom 27. Mai 1932 bis zum 17. Februar 1934 die Interessen seines Heimatbundeslandes Salzburg im Bundesrat in Wien (IV. Gesetzgebungsperiode).
Wegen seines Widerstands gegen den Austrofaschismus verbrachte Alois Weidenhillinger 1934 einige Monate im Gefängnis.
Seit 1988 trägt der Alois-Weidenhillinger-Weg im Salzburger Stadtteil Itzling den Namen des Politikers.